# Francisca Pereira
Francisca Pereira  (Bolama, 1942), é uma ex-enfermeira guineense, que lutou pela independência da Guiné Bissau e antiga ministra do país. 

## Percurso
Francisca Lucas Pereira Gomes, nasceu em Bolama em 1942, a antiga capital da colónia portuguesa da Guiné Portuguesa (actual Guiné Bissau), cuja família era originária de Bolama e de Cachéu.
Aos 17 anos, em 1959, juntou-se ao Movimento de Libertação da Guiné-Bissau (Movimento para Independência Nacional da Guiné Portuguesa, mais tarde PAIGC). Ela começou por trabalhar no Secretariado do PAIGC em Conakry.
Em 1965, com apenas os estudos secundários, foi enviada para Kiev na ex-URSS para estudar enfermagem. Dois anos mais tarde, em 1967, assume o cargo de vice-directora da Escola Piloto em Conakry, um centro de formação criado pelas forças independentistas para acolher órfãos e refugiados da guerra na Guiné-Bissau. 
Algum tempo depois é enviada para os territórios conquistados às forças coloniais portuguesas. Durante alguns meses, trabalha como enfermeira no hospital do PAIGC em Ziguinchor no Senegal. Torna-se num dos ombros direitos de Amílcar Cabral e assume a responsabilidade sobre as questões de saúde das forças que lutam pela independência. Entre 1970 e 1975, representou a ala feminina do PAIGC em várias conferências, nomeadamente com a filósofa Angela Davis que foi activista dos Black Panthers.
Após a independência da Guiné Bissau, obtida em 1974 após o 25 de Abril que provocou a queda da ditadura em Portugal, desempenha vários cargo políticos. Em 1977 é a única representante de feminina em assuntos do governo. Preside a câmara de Bolama, a cidade em que nasceu, e 1981 a 1988, é presidente da União Democrática das Mulheres da Guiné-Bissau (UDEMU), entidade que ajudou a fundar em 1961, sucedendo a Carmen Pereira. Ela também marca presença em reuniões com diferentes instituições internacionais. O período pós-independência revela-se difícil. O país está vários anos sem eleições, é governado por um partido único e sofre uma série de golpes de estado. A morte de Amílcar Cabral pouco tempo depois da independência complica ainda mais a situação e sente-se no ar uma certa decepção politica. 
 

Entre 1990 e 1994, é Ministra dos Assuntos da Mulher e da Criança. Entretanto, em 1991, é permitida existência de mais partidos para além daquele que se encontra no poder. Vinte anos após a independência, ocorrem as primeiras eleições presidenciais e legislativas multipartidárias da Guiné Bissau. João Bernardo Vieira é eleito presidente e ela torna-se na Primeira Vice-Presidente da Assembleia Nacional. De 1997 à 1999, é  Ministra do Interior mas é obrigada a abdicar devido a uma rebelião militar que culmina numa guerra civil, breve mas violenta. Novas eleições têm lugar em 2000 e em 2002 é nomeada Ministra de Estado encarregue dos assuntos políticos e da diplomacia. 